# Хоми (Грузия)
Хоми (груз. ხომი) — село в Грузии, в муниципалитете Душети края Мцхета-Мтианети. 

## География
Село расположено в северной части края, в 35 километрах по прямой к северо-востоку от центра муниципалитета Душети. Высота центра — 1490 метров над уровнем моря.

## Население
По данным переписи населения 2014 года, в селе проживало 18 человек.
| Год  | Население | Мужчины | Женщины |
| ---- | --------- | ------- | ------- |
| 2002 | 26        | 13      | 13      |
| 2014 | 18        | 9       | 9       |